# Kondajji, Hassan
Kondajji là một làng thuộc tehsil Hassan, huyện Hassan, bang Karnataka, Ấn Độ.